# Mesopenaeus mariae
Mesopenaeus mariae är en kräftdjursart som beskrevs av Pérez Farfante och Ivanov 1982. Mesopenaeus mariae ingår i släktet Mesopenaeus och familjen Solenoceridae. Inga underarter finns listade i Catalogue of Life.